# Kozalakyrkogården
Kozalakyrkogården (kroatiska: Groblje Kozala, italienska: Cimitero di Cosala) är en begravningsplats i Rijeka i Kroatien. 
Begravningsplatsen ligger vid den romersk-katolska Sankt Romuald och Alla Helgons kyrka i stadsdelen Kozala. Kyrkogården är en av de äldsta kommunala kyrkogårdarna i Kroatien och en av Rijekas landmärken. Flera framträdande historiska personligheter med lokal eller nationell anknytning är gravsatta på Kozalakyrkogården som på grund av sin monumentala arkitektur och utformning kulturminnesskyddades år 2006.

## Historik
År 1771 köpte de lokala myndigheterna i den dåvarande österrikisk-ungerska staden Fiume (dagens Rijeka) mark i Kozala med syfte att anlägga en begravningsplats. År 1800 lät de inhägna området och under 1800-talets första årtionden anlades kyrkogården. Den 1 december 1838 gravsattes den första personen och från år 1872 fördes register över vilka som gravsattes på kyrkogården. Det senare datumet brukar av denna anledning ibland ses som det datum då kyrkogården påbörjade sin verksamhet. Samma år (1872) kom begravningsplatsen som en av de första i Europa att drivas i kommunal regi. Det vanliga för tiden innan var att ombesörjning och gravsättning av de avlidna sköttes i kyrklig regi.

## Arkitektur och utformning
Begravningsplatsens utformning är till stora delar baserad på den då pensionerade kejserliga och kungliga ingenjören Luigi de Emilias ritningar från år 1856. de Luigi utformade även begravningsplatsens avskilda judiska avdelning samt Sankt Mikaels kapell med tillhörande byggnader.  
Begravningsplatsens centrala delar, den så kallade "hästskon", utformades åren 1886–1892 enligt den lokale arkitekten Venceslao Celligois ritningar. 
Åren 1895–1915 utökades begravningsplatsen. Åren 1910–1918 tillkom nischer i secessionsstil i den västra delen av kyrkogården. Dessa var utformade enligt ritningar av  ingenjören Artur Hering. I den östra delen tillkom enkla väggnischer i modernistisk stil enligt ritningar av Bruno Angheben åren 1929–1949.